# LXXVI. Armeekorps
LXXVI. Armeekorps var en tysk armékår under andra världskriget. Kåren sattes upp den 29 juni 1943.

## Befälhavare
Kårens befälhavare:
- General der Panzertruppe Traugott Herr  29 juni 1943–22 juli 1943

Stabschef:
- Oberst Henning-Werner Runkel  29 juni 1943–22 juli 1943